# سيرجيو غونزاليس هرنانديز
سيرجيو غونزاليس هرنانديز (بالإسبانية: Sergio González Hernández)‏ هو سياسي مكسيكي، ولد في 3 ديسمبر 1955 في المكسيك. حزبياً، نشط في حزب العمل الوطني. وقد انتخب عضو مجلس النواب المكسيك.